# 应许之地

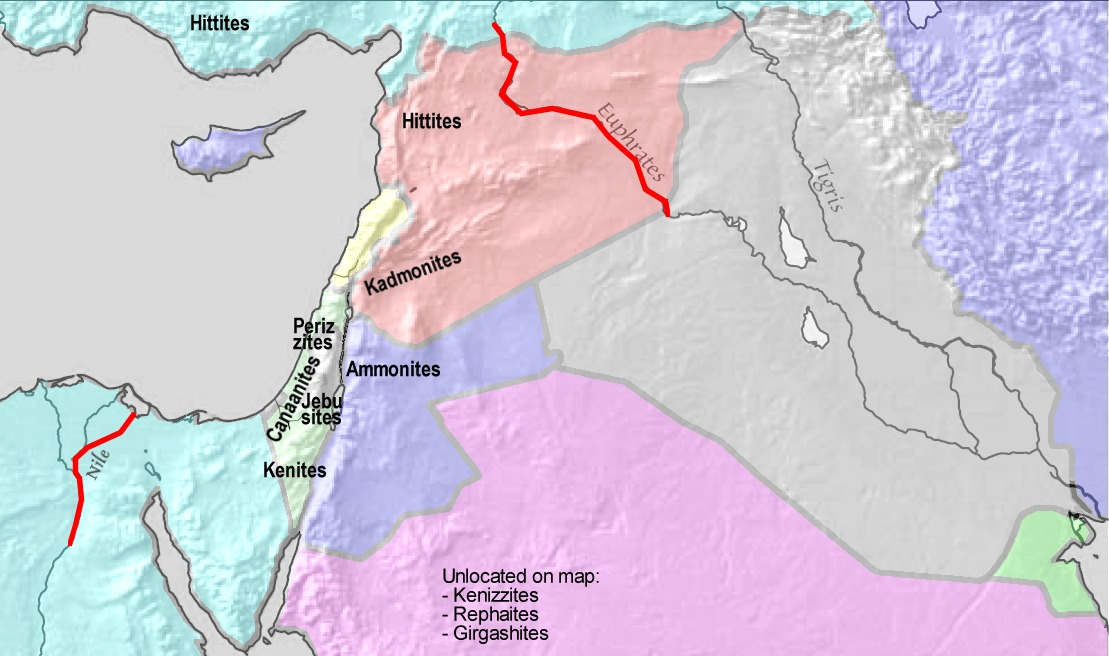
應許之地，位於從尼羅河至幼發拉底河之間的土地上。

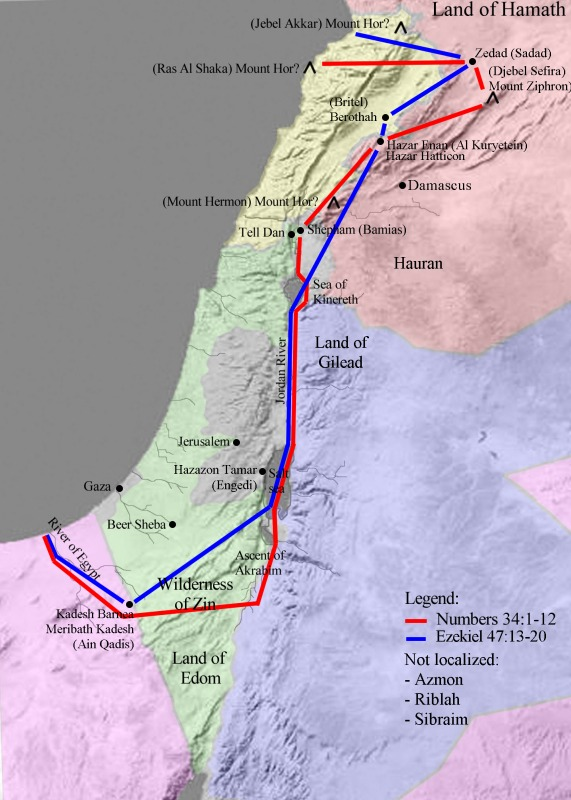
應許之地的具體範圍，紅線是《民數記》的範圍，藍線是《以西結書》的範圍。.

- 關於美国总统巴拉克·奥巴马的回忆录，請見「应许之地 (书籍)」。
- 關於1975年波蘭電影，請見「應許之地 (1975年電影)」。
- 關於2012年美國電影，請見「应许之地 (2012年电影)」。

應許之地（希伯來語：‎）是猶太教經書塔納赫中，上帝耶和華向猶太人的祖先亞伯拉罕（原名亞伯蘭，後因上帝賜福而改名）的後裔和他的兒子以撒及以撒的兒子雅各，應許賜給他的後裔在中東從尼羅河至幼發拉底河的土地。

## 起源
耶和華吩咐亞伯拉罕離開他的居住地，前往祂指示的地方去。當時亞伯拉罕經過迦南示劍地方摩利橡樹處。耶和華顯現，並向亞伯拉罕應許賜迦南一帶土地予他的後人，此應許初見於希伯來聖經的創世記。《創世記》第12章第7节参記載：「耶和華向亞伯拉罕顯現，說道『我要把這土地賜給你的後裔。』亞伯拉罕就在那裡為向他顯現的耶和華築了一座壇。」 
創世記第十五章第十八至廿一節記載：「當那日，耶和華與亞伯拉罕立約，說道『我已賜給你的後裔，從埃及河直到幼發拉底大河之地，就是基尼人、基尼洗人、甲摩尼人、赫人、比利洗人、利乏音人、亞摩利人、迦南人、革迦撒人、耶布斯人之地。」
申命记第一章第五至八節記載：「摩西在约但河东的摩押地讲律法说，耶和华，我们的神在何烈山晓谕我们说‘你们在这山上住的日子够了，要起行转到亚摩利人的山地、和靠近这山地的各处、就是亚拉巴、山地、高原、南地、沿海一带迦南人的地、并利巴嫩山又到伯拉大河，如今我将这地摆在你们面前、你们要进去得这地、就是耶和华向你们列祖亚伯拉罕、以撒、雅各，起誓应许赐给他们和他们后裔为业之地...。”

## 範圍
相當於今日以色列國、巴勒斯坦國及黎巴嫩共和國的總和。
《旧约圣经·民數記》34:1-12所規定的範圍：
耶和華曉諭摩西說：「你吩咐以色列人說：『你們到了迦南地，就是歸你們為業的迦南四境之地，南角要從尋的曠野，貼著以東的邊界；南界要從鹽海東頭起，繞到亞克拉濱坡的南邊，接連到尋，直通到加低斯巴尼亞的南邊，又通到哈薩亞達，接連到押們，從押們轉到埃及小河，直通到海為止；西邊要以大海為界，這就是你們的西界；北界要從大海起，畫到何珥山，從何珥山劃到哈馬口，通到西達達，又通到西斐崙，直到哈薩以難。這要作你們的北界；你們要從哈薩以難劃到示番為東界。這界要從示番下到亞延東邊的利比拉，又要達到基尼烈湖的東邊。這界要下到約但河，通到鹽海為止。這四圍的邊界以內，要作你們的地。』」
《旧约圣经·以西結書》47:13-20所規定的範圍：
主耶和華如此說：「你們要照地的境界，按以色列十二支派分地為業。約瑟必得兩分。你們承受這地為業，要彼此均分，因為我曾起誓應許將這地賜與你們的列祖，這地必歸你們為業。地的四界乃是如此，北界從大海往希特倫，直到西達達口。又往哈馬、比羅他、西伯蓮（西伯蓮在大馬士革與哈馬兩界中間），到浩蘭邊界的哈撒哈提干。這樣，境界從海邊往大馬士革地界上的哈薩以難，北邊以哈馬地為界。這是北界；東界在浩蘭、大馬士革、基列，和以色列地的中間，就是約但河。你們要從北界量到東海。這是東界；南界是從他瑪到米利巴加低斯的水，延到埃及小河，直到大海。這是南界；西界就是大海，從南界直到哈馬口對面之地。這是西界。」